# Simpsonodon
Genre
Espèces de rang inférieur
- † S. oxfordensis (type) Kermack et al., 1987
- † S. sibiricus Averianov et al., 2010

Simpsonodon est un genre éteint de mammaliaformes docontes ayant vécu durant le Jurassique moyen dans ce qui sont actuellement l'Angleterre, la Russie et le Kirghizistan. L'espèce type, S. oxfordensis, a été décrite en 1987 à partir de fossile provenant de la formation de Forest Marble (en), situé dans le Kirtlington, en Angleterre. Il a été nommé en l'honneur de George Gaylord Simpson, un mammalogiste pionnier et contributeur à la théorie synthétique de l'évolution. Une deuxième espèce, S. sibiricus, est connue de la formation d'Itat (en) en Russie, et des espèces indéterminées du genre sont également connues de la formation de Balabansai (en) au Kirghizistan.